# Fengyu Xiang (socken i Kina)
Fengyu Xiang (kinesiska: 凤羽, 凤羽乡) är en socken i Kina. Den ligger i provinsen Yunnan, i den sydvästra delen av landet, omkring 290 kilometer väster om provinshuvudstaden Kunming.
Genomsnittlig årsnederbörd är 1 028 millimeter. Den regnigaste månaden är juli, med i genomsnitt 283 mm nederbörd, och den torraste är november, med 7 mm nederbörd.